# Oxford Junction (Iowa)
Oxford Junction – miasto w Stanach Zjednoczonych, w stanie Iowa, w hrabstwie Jones. W 2000 roku liczyło 573 mieszkańców.